# Ciskei
Ciskei fue uno de los diez bantustanes o regiones autónomas establecidos en el interior del territorio sudafricano. Se declaró independiente en 1981 y fue reabsorbido por Sudáfrica en 1994.
Situado en el sudeste del país, estaba integrado por dos bloques separados de terreno con un área total de 8500 km², rodeados casi íntegramente por la entonces Provincia del Cabo, contando además con un estrecho litoral, a lo largo de las costas del océano Índico.
Ciskei tuvo una sucesión de capitales durante el breve lapso de su existencia. Inicialmente, Zwelitsha sirvió de capital provisoria, mientras se planeaba que Alice fuera la capital nacional a largo plazo. Sin embargo, la ciudad de Bisho desempeñaría ese papel hasta la reintegración de Ciskei al territorio sudafricano. Ciskei tenía una población de 1 090 000 habitantes en 1993.
Bajo la política sudafricana del apartheid, estas tierras fueron apartadas y asignadas como territorios autónomos para habitantes negros. Ciskei fue una de las dos "patrias" (homelands) destinadas a los hablantes del idioma xhosa. Estos fueron reubicados allí, y también en Transkei, la otra patria xhosa.

## Historia
Cuando Sir John Cradock fue nombrado gobernador de Colonia del Cabo en 1811, la región de Zuurveld se había sumido en el desorden y muchos granjeros blancos habían comenzado a abandonar sus granjas. A principios de 1812, siguiendo las instrucciones del gobernador, el teniente coronel John Graham obligó a 20.000 xhosa a cruzar el río Fish. Posteriormente, se erigieron 27 puestos militares a través de esta frontera, lo que resultó en el establecimiento de las ciudades de guarnición de Grahamstown y Cradock.
A fines del siglo XIX, el área conocida como Cafrería británica entre los ríos Fish y Kei se había reservado para los "bantúes", y desde entonces se conoció como Ciskei. Los europeos dieron el nombre de Ciskei al área para distinguirla del Transkei, el área al norte del Kei.
Después de que se formó la Unión de Sudáfrica en 1910, los derechos de ocupación "bantú" siguieron sin estar claros y diferían de una colonia a otra dentro de Sudáfrica. La Ley de Tierras Nativas de 1913 demarcó las reservas en la Unión e hizo ilegal vender o arrendar estas tierras a los europeos (excepto en Colonia del Cabo). El general Hertzog persiguió su política de segregación y posteriormente aprobó la Ley de Tierras y Fideicomisos Nativos en 1936. Esta ley abolió efectivamente el derecho de los "bantúes" del Cabo a comprar tierras fuera de las reservas existentes.
Los límites de la región En 1961, Ciskei se convirtió en una región administrativa separada y, en 1972, fue declarada autónoma bajo el mandato del presidente del Tribunal Supremo Mabandla, seguido por Lennox Sebe. Mabandla era un Fengu, un grupo que se había aliado con los británicos en las guerras fronterizas, y estaban mejor educados como resultado de adoptar históricamente la educación colonial. Amargados aún más por las políticas de "retribalización" de las autoridades del apartheid, los Rharhabe se resintieron y afirmaron su posición, que culminó con la elección de Sebe aunque Sebe luego abandonó su retórica anti-Fengu.
En la década de 1970, el gobierno de Sudáfrica decidió los límites finales de Ciskei cambiaron a medida que se añadían y extirpaban tierras. Una escisión notable fue la eliminación de los distritos de Glen Gray y Herschel, y su asignación al Transkei recién independizado, con las poblaciones de los distritos mudándose al resto de Ciskei para conservar su ciudadanía sudafricana (que posteriormente se perdió cuando Ciskei se independizó).
En la década de 1970, el gobierno de Sudáfrica decidió los límites finales de Ciskei, como un área consolidada, mediante la fusión de las reservas existentes asignadas a Ciskei y la compra de tierras intermedias de propiedad blanca. Esta fusión redujo la longitud total de las fronteras de Ciskei, haciéndolas más fáciles de vigilar por el gobierno sudafricano, además de ser un intento de crear un área más viable para la patria.

## Independencia

Mapa topográfico de Ciskei

En 1961, Ciskei se convirtió en una región administrativa separada y, en 1972, fue declarada autónoma bajo el mandato del presidente del Tribunal Supremo Mabandla, seguido por Lennox Sebe. Mabandla era un Fengu, un grupo que se había aliado con los británicos en las guerras fronterizas, y estaban mejor educados como resultado de adoptar históricamente la educación colonial. Amargados aún más por las políticas de "retribalización" de las autoridades del apartheid, los Rharhabe se resintieron y afirmaron su posición, que culminó con la elección de Sebe, aunque Sebe luego abandonó su retórica anti-Fengu.
En 1978, se convirtió en un estado de partido único bajo el gobierno de Sebe. En 1981, luego de un referéndum de independencia en 1980, se convirtió en la cuarta patria en ser declarada independiente por el gobierno sudafricano y sus residentes perdieron su ciudadanía sudafricana. Sin embargo, no hubo controles fronterizos entre Sudáfrica y Ciskei.
Las personas negras que vivían sin permisos en áreas o granjas blancas en Sudáfrica, a menudo durante generaciones, fueron reubicadas a la fuerza en Ciskei por las autoridades del apartheid, generalmente desde "puntos negros" en el "corredor blanco" vecino, y se mudaron a miserables campamentos de reasentamiento. Un estudio de 1983 realizado por la Universidad de Rhodes encontró que el 40 % de los niños en un campamento sufría emaciación causada por la desnutrición y el 10 % sufría de kwashiorkor. En otro campamento en Thornhill, el 50 % de los niños murieron antes de los 5 años. También estallaron epidemias de tifoidea en los campamentos de reasentamiento, que a menudo estaban aislados, ubicados lejos de las zonas urbanas y carecían de instalaciones de salud, saneamiento y escuelas. Las reubicaciones forzadas de negros a Ciskei resultaron en altas densidades de población en la patria, situación que persiste hasta el día de hoy.
En varias ocasiones, el gobierno de Ciskei impuso castigos colectivos a las comunidades que se oponían a su gobierno, y la gente huyó de los bantustanes hacia Sudáfrica debido al acoso y la denegación de servicios gubernamentales a los disidentes.
Al igual que otros bantustanes, su independencia no fue reconocida por la comunidad internacional. Sebe afirmó una vez que el Estado de Israel había otorgado reconocimiento oficial a Ciskei, pero el Ministerio de Relaciones Exteriores de Israel lo negó.

### Las hostilidades de Ciskei-Transkei y laOperación Katzen
En 1986 y 1987, Transkei, una entidad más grande, rica y poblada, emprendió una serie de incursiones militares en Ciskei, e intentó tomar el control de Ciskei. Una de estas redadas fue un ataque al complejo del líder Lennox Sebe, con el objetivo aparente de tomarlo como rehén, para forzar la fusión de los dos bantustanes. Transkei había concedido santuario previamente al hermano separado de Lennox Sebe, Charles, el exjefe de las fuerzas de seguridad de Ciskei, que había sido encarcelado en Ciskei por cargos de sedición, además de haber secuestrado previamente al hijo de Lennox Sebe. El gobierno sudafricano aparentemente intervino para advertir al gobierno de Transkei. Sin embargo, durante una reunión posterior de la Comisión para la Verdad y la Reconciliación, se reveló que el plan para fusionar Transkei y Ciskei en una Xhosaland propuesta, así como la liberación de Charles Sebe de prisión, había sido llevado a cabo por Fuerzas de Seguridad Sudafricanas vinculadas a la Oficina de Cooperación Civil, con el fin de consolidar un frente anti-ANC en la región del Cabo Oriental, como parte de la abortada Operación Katzen.